# Telekura
Telekura (jap. テレクラ), skrót od „Klub telefoniczny” (テレフォン クラブ, terefon kurabu) – telefoniczny serwis randkowy stworzony w Japonii.

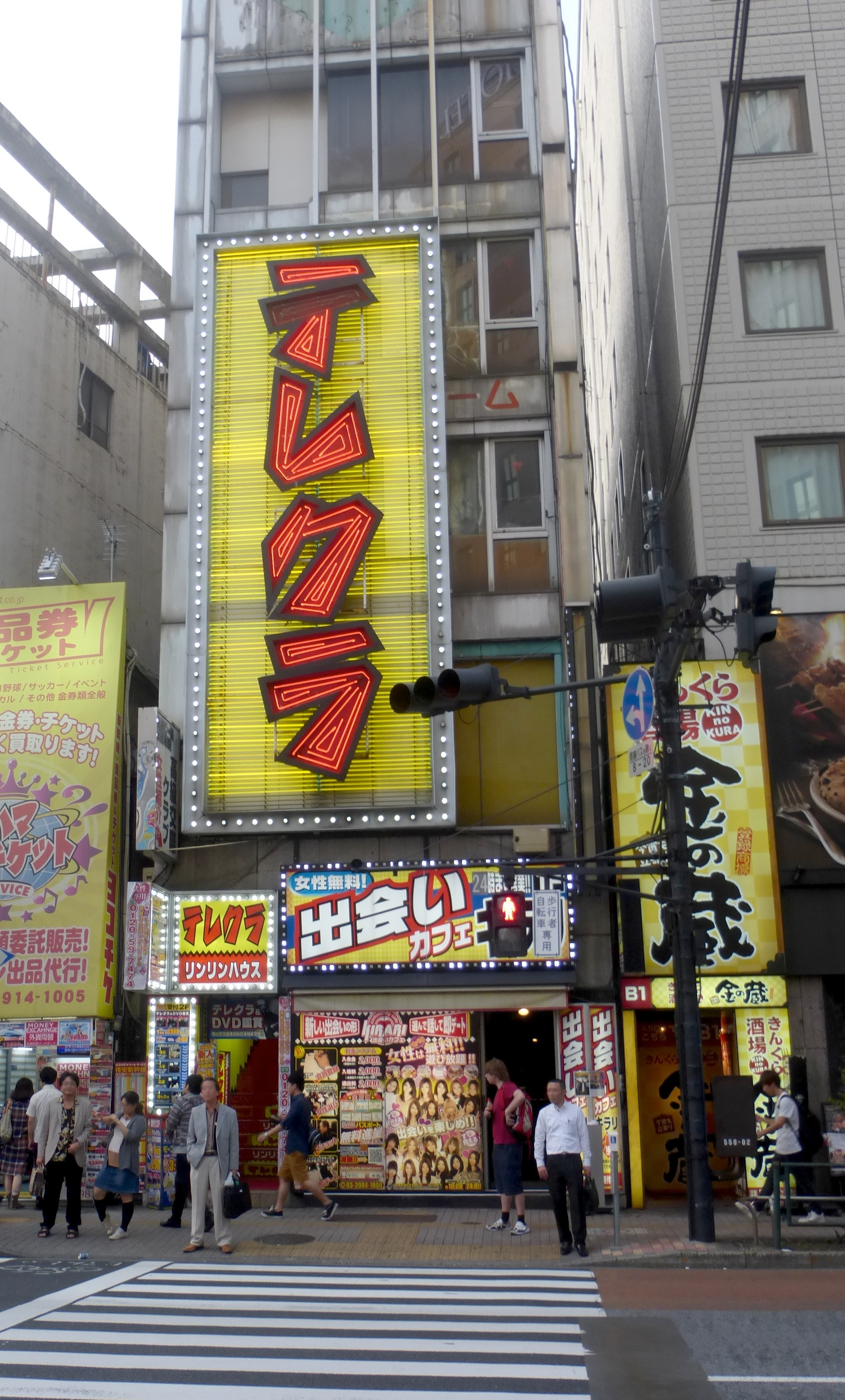
Placówka telekury w Ikebukuro, wrzesień 2015

W pierwotnym wydaniu popularnego klubu telefonicznego z połowy lat 90. męski klient płacił za wejście do budki telefonicznej. Następnie dzwonił telefon z połączeniem od kobiety lub dziewczyny, która chciała umówić się na randkę, domyślnie zakładano, że spowoduje to płatny seks.

## Informacje

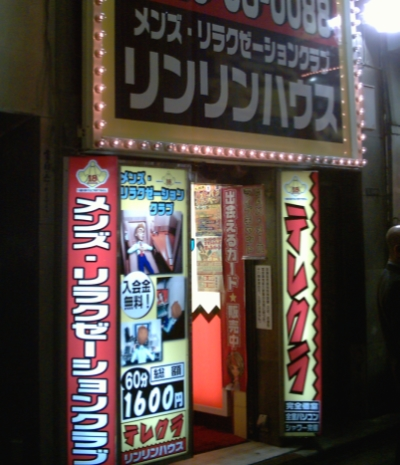
Wejście do placówki telekury

Kluby te zostały zdelegalizowane jako przykrywki dla prostytucji w niektórych jurysdykcjach w Japonii.
W nowoczesnych klubach telefonicznych członkowie płacą opłatę, po czym otrzymują numer telefonu komórkowego kobiety, która dobrowolnie zarejestrowała się na stronie.
Dzwoniący może następnie umówić się na spotkanie z dziewczyną. Uważa się, że uczestnicy praktyki enjo kōsai korzystają z tej usługi.
W zależności od przebiegu rozmowy z kobietą może dojść do seksu przez telefon lub odbycie randki, lub stosunku seksualnego poza klubem.
W zależności od klubu istnieją dwa główne systemy: system, w którym pracownicy przekazuje kolejno połączenia od kobiet do klientów oraz system, w którym klienci, którzy otrzymają połączenie, mogą natychmiast na nie odpowiedzieć.